# Divisions administratives de Saint-Pétersbourg

Districts de Saint-Pétersbourg:
1. District de l'Amirauté
2. Île Vassilievski
3. District de Vyborg
4. District de Kalinine
5. District de Kirov
6. District de Kolpino
7. District Krasnogvardeïski
8. District de Krasnoïe Selo
9. District de Kronstadt
10. District de Kourortny
11. District de Moskovski
12. District de la Neva
13. District de Petrograd
14. District de Petrodvorets
15. District Primorski
16. District de Pouchkine
17. District de Frounzé
18. District central

La ville fédérale russe de Saint-Pétersbourg en Russie est divisée en dix-huit divisions administratives, qui sont à leur tour subdivisés en districts, villes et communes urbaines ainsi qu'en okrougs municipaux. 

## District de l'Amirauté
| Nom                                                 | Population, | Plan / Photos |
| --------------------------------------------------- | ----------- | ------------- |
| District de l'Amirauté (Адмиралтейский район)       | 187 837     |               |
| Okrougs minicipaux sous la juridiction du district: |             |               |
| Iekateringofski (Екатерингофский)                   | 31 570      |               |
| Admiralteysky (en) (Адмиралтейский)                 | 30 533      |               |
| Izmaylovskoye (en) (Измайловское)                   | 30 415      |               |
| Kolomna (en) (Коломна)                              | 37 642      |               |
| Semyonovsky (en) (Семёновский)                      | 29 572      |               |
| Sennoy (en) (Сенной)                                | 28 105      |               |

## District de Frounzé
| Nom                                                 | Population, | Plan / Photos |
| --------------------------------------------------- | ----------- | ------------- |
| District de Frounzé (Фрунзенский район)             | 405 274     |               |
| Okrougs minicipaux sous la juridiction du district: |             |               |
| #72 (en) (№ 72)                                     | 69 785      |               |
| #75 (en) (№ 75)                                     | 44 498      |               |
| Balkansky (ru) (Балканский)                         | 75 456      |               |
| Georgiyevsky (Георгиевский)                         | 92 780      |               |
| Kouptchino (Saint-Pétersbourg) (Купчино)            | 62 673      |               |
| Volkovskoye (en) (Волковское)                       | 60 082      |               |

## District de Kalinine
| Nom                                                 | Population, | Plan / Photos |
| --------------------------------------------------- | ----------- | ------------- |
| District de Kalinine (Калининский район)            | 469 409     |               |
| Okrougs minicipaux sous la juridiction du district: |             |               |
| #21 (ru) (№ 21)                                     | 72 403      |               |
| Akademicheskoye (Академическое)                     | 93 535      |               |
| Finlyandsky (Финляндский)                           | 53 916      |               |
| Grajdanka (Гражданка)                               | 74 009      |               |
| Piskaryovka (Пискарёвка)                            | 59 004      |               |
| Prometey (Прометей)                                 | 64 937      |               |
| Nord (Северный)                                     | 51 605      |               |

## District de Kirov
| Nom                                                 | Population, | Plan / Photos |
| --------------------------------------------------- | ----------- | ------------- |
| District de Kirov (Кировский район)                 | 338 820     |               |
| Okrougs minicipaux sous la juridiction du district: |             |               |
| Avtovo (Автово)                                     | 49 022      |               |
| Dachnoye (ru) (Дачное)                              | 76 229      |               |
| Knyazhevo (Княжево)                                 | 60 036      |               |
| Krasnenkaya Rechka (en) (Красненькая Речка)         | 37 891      |               |
| Morskiye Vorota (Морские Ворота)                    | 10 287      |               |
| Narvsky (en) (Нарвский)                             | 29 822      |               |
| Ulyanka (ru) (Ульянка)                              | 75 533      |               |

## District de Kolpino
| Nom                                              | Population, | Plan / Photos |
| ------------------------------------------------ | ----------- | ------------- |
| District de Kolpino (Колпинский район)           | 175 396     |               |
| Ville sous la juridiction du district:           |             |               |
| Kolpino (Колпино)                                | 136 632     |               |
| Commune urbaine sous la juridiction du district: |             |               |
| Metallostroï (Металлострой)                      | 25 675      |               |
| Petro-Slavianka (Петро-Славянка)                 | 1 337       |               |
| Pontonny (Понтонный)                             | 9 199       |               |
| Sapiorny (Сапёрный)                              | 1 401       |               |
| Oust-Ijora (Усть-Ижора)                          | 1 152       |               |

## District Krasnogvardeïski
| Nom                                                 | Population, | Plan / Photos |
| --------------------------------------------------- | ----------- | ------------- |
| District Krasnogvardeïski (Красногвардейский район) | 336 342     |               |
| Okrougs minicipaux sous la juridiction du district: |             |               |
| Bolchaïa Okhta (Большая Охта)                       | 56 648      |               |
| Malaïa Okhta (Малая Охта)                           | 48 627      |               |
| Polioustrovo (Полюстрово)                           | 51 529      |               |
| Porokhovye (Пороховые)                              | 123 583     |               |
| Rjevka (Ржевка)                                     | 55 955      |               |

## District de Krasnoïe Selo
| Nom                                                 | Population, | Plan / Photos |
| --------------------------------------------------- | ----------- | ------------- |
| District de Krasnoïe Selo (Красносельский район)    | 336 342     |               |
| Ville municipale sous la juridiction du district::  |             |               |
| Krasnoïe Selo (Красное Село)                        | 44 081      |               |
| Okrougs minicipaux sous la juridiction du district: |             |               |
| Yugo-Zapad (en) (Юго-Запад)                         | 64 261      |               |
| Gorelovo (Горелово)                                 | 16 640      |               |
| Konstantinovskoïe (Константиновское)                | 34 747      |               |
| Sosnovaïa Poliana (Сосновая Поляна)                 | 45 742      |               |
| Ouritsk (Урицк)                                     | 49 049      |               |
| Youjno-Primorski (Южно-Приморский)                  | 50 610      |               |

## District de Kronstadt
| Nom                                                | Population, | Plan / Photos |
| -------------------------------------------------- | ----------- | ------------- |
| District de Kronstadt (Кронштадтский район)        | 43 385      |               |
| Ville municipale sous la juridiction du district:: |             |               |
| Kronstadt (Кронштадт)                              | 43 385      |               |

## District Kourortny
| Nom                                                | Population, | Plan / Photos |
| -------------------------------------------------- | ----------- | ------------- |
| District Kourortny (Курортный район)               | 67 511      |               |
| Ville municipale sous la juridiction du district:: |             |               |
| Sestroretsk (Сестрорецк)                           | 40 287      |               |
| Zelenogorsk (Зеленогорск)                          | 12 074      |               |
| Commune urbaine sous la juridiction du district:   |             |               |
| Beloostrov (Белоостров)                            | 1 690       |               |
| Komarovo (Комарово)                                | 1 062       |               |
| Molodiojnoïe (Молодёжное)                          | 1 437       |               |
| Pessotchny (Песочный)                              | 6 487       |               |
| Repino (Репино)                                    | 2 011       |               |
| Serovo (Серово)                                    | 252         |               |
| Smoliatchkovo (Смолячково)                         | 568         |               |
| Solnetchnoïe (Солнечное)                           | 1 161       |               |
| Ouchkovo (Ушково)                                  | 482         |               |

## District de Moskovski
| Nom                                                 | Population, | Plan / Photos |
| --------------------------------------------------- | ----------- | ------------- |
| District Moskovski (Московская Застава)             | 275 884     |               |
| Okrougs minicipaux sous la juridiction du district: |             |               |
| Gagarinskoye (Гагаринское)                          | 58 197      |               |
| Moskovskaya Zastava (en) (Московская Застава)       | 46 951      |               |
| Novoizmaylovskoye (Новоизмайловское)                | 70 403      |               |
| Pulkovsky meredian (Пулковский мередиан)            | 46 515      |               |
| Zvyozdnoye (Звёздное)                               | 53 818      |               |

## District de la Néva
| Nom                                                 | Population, | Plan / Photos |
| --------------------------------------------------- | ----------- | ------------- |
| District de la Neva (Невский район)                 | 438 061     |               |
| Okrougs minicipaux sous la juridiction du district: |             |               |
| #53 (№ 53)                                          | 52 580      |               |
| #54 (ru) (№ 54)                                     | 63 138      |               |
| Pravoberezhny (Правобережный)                       | 51 006      |               |
| Ivanovsky (Ивановский)                              | 31 215      |               |
| Nevskaya Zastava (Невская Застава)                  | 29 685      |               |
| Nevsky (Невский)                                    | 59 714      |               |
| Obukhovsky (Обуховский)                             | 46 108      |               |
| Okkervil (Оккервиль)                                | 55 078      |               |
| Rybatskoïe (ru) (Рыбацкое)                          | 49 537      |               |

## District de Petrodvorets
| Nom                                                | Population, | Plan / Photos |
| -------------------------------------------------- | ----------- | ------------- |
| District de Petrodvorets (Петродворцовый район)    | 77 542      |               |
| Ville municipale sous la juridiction du district:: |             |               |
| Peterhof (Петергоф)                                | 64 791      |               |
| Lomonossov (Ломоносов), anciennement Oranienbaum   | 37 776      |               |
| Commune urbaine sous la juridiction du district:   |             |               |
| Strelna (Стрельна)                                 | 12 751      |               |

## District de Petrograd
| Nom                                                 | Population, | Plan / Photos |
| --------------------------------------------------- | ----------- | ------------- |
| District de Petrograd (Петроградский район)         | 134 607     |               |
| Okrougs minicipaux sous la juridiction du district: |             |               |
| Aptekarsky Ostrov (en) (Аптекарский Остров)         | 19 277      |               |
| Tchkalovskoïe (Чкаловское)                          | 30 262      |               |
| Kronverkskoye (en) (Кронверкское)                   | 21 256      |               |
| Petrovsky (Петровский)                              | 20 808      |               |
| Posadsky (Посадский)                                | 21 630      |               |
| Vvedensky (en) (Введенский)                         | 21 374      |               |

## District Primorski
| Nom                                                 | Population, | Plan / Photos |
| --------------------------------------------------- | ----------- | ------------- |
| District Primorski (Приморский район)               | 393 960     |               |
| Commune urbaine sous la juridiction du district:    |             |               |
| Lissi Nos (Лисий Нос)                               | 2 563       |               |
| Okrougs minicipaux sous la juridiction du district: |             |               |
| #65 (en) (№ 65)                                     | 83 952      |               |
| Tchornaïa retchka (Чёрная речка)                    | 53 717      |               |
| Kolomyagi (Коломяги)                                | 25 763      |               |
| Komendantsky Aerodrom (Комендантский Аэродром)      | 71 968      |               |
| Lakhta-Olgino (en) (Лахта-Ольгино)                  | 2 901       |               |
| Ozero Dolgoye (Озеро Долгое)                        | 78 714      |               |
| Yuntolovo (Юнтолово)                                | 74 382      |               |

## District de Pouchkine
| Nom                                                | Population, | Plan / Photos |
| -------------------------------------------------- | ----------- | ------------- |
| District de Pouchkine (Петроградский район)        | 101 655     |               |
| Ville municipale sous la juridiction du district:: |             |               |
| Pavlovsk (Павловск)                                | 14 960      |               |
| Pouchkine (Пушкин)                                 | 84 628      |               |
| Commune urbaine sous la juridiction du district:   |             |               |
| Alexandrovskaïa (Александровская)                  | 1 184       |               |
| Chouchary (Шушары)                                 | 15 843      |               |
| Tiarlevo (Тярлево)                                 | 1 556       |               |

## District central de Saint-Pétersbourg
| Nom                                                       | Population, | Plan / Photos |
| --------------------------------------------------------- | ----------- | ------------- |
| District central de Saint-Pétersbourg (Центральный район) | 236 856     |               |
| Okrougs municipaux sous la juridiction du district:       |             |               |
| #78 (en) (№ 78)                                           | 13 508      |               |
| Dvortsovy (en) (Дворцовый)                                | 10 491      |               |
| Ligovka-Yamskaya (en) (Лиговка-Ямская)                    | 14 740      |               |
| Liteyny (en) (Литейный)                                   | 50 567      |               |
| Smolninskoye (en) (Смольнинское)                          | 90 337      |               |
| Vladimirsky (en) (Владимирский)                           | 57 213      |               |

## Île Vassilievski
| Nom                                                  | Population, | Plan / Photos |
| ---------------------------------------------------- | ----------- | ------------- |
| District de Vassilievski (Василеостровский район)    | 199 692     |               |
| Okrougs minicipaux sous la juridiction du district : |             |               |
| #7 (en) (№ 7)                                        | 45 696      |               |
| Ostrov Dekabristov (en) (Остров Декабристов)         | 53 882      |               |
| Gavan (en) (Гавань)                                  | 35 766      |               |
| Morskoy (en) (Морской)                               | 31 555      |               |
| Vasilyevsky (en) (Васильевский)                      | 32 793      |               |

## District de Vyborg
| Nom                                                 | Population, | Plan / Photos |
| --------------------------------------------------- | ----------- | ------------- |
| District de Vyborg (Выборгский район)               | 419 567     |               |
| Commune urbaine sous la juridiction du district:    |             |               |
| Levachovo (Левашово)                                | 4 095       |               |
| Pargolovo (Парголово)                               | 12 225      |               |
| Okrougs minicipaux sous la juridiction du district: |             |               |
| #15 (№ 15)                                          | 64 320      |               |
| Parnas (Парнас)                                     | 67 709      |               |
| Sampsonevskoïe (Сампсониевское)                     | 39 250      |               |
| Chouvalovo-Ozerki (Шувалово-Озерки)                 | 87 511      |               |
| Sosnovskoïe (Сосновское)                            | 60 675      |               |
| Svetlanovskoïe (Светлановское)                      | 83 782      |               |